# Tejsarów
Tejsarów (ukr. Тейсарів) – wieś na Ukrainie. Należy do rejonu stryjskiego (do 2020 roku do rejonu żydaczowskiego) w obwodzie lwowskim i liczy 863 mieszkańców.
W II Rzeczypospolitej do 1934 roku wieś stanowiła samodzielną gminę jednostkową w powiecie żydaczowskim w woj. stanisławowskim. W związku z reformą scaleniową została 1 sierpnia 1934 roku włączona do nowo utworzonej wiejskiej gminy zbiorowej gminy Żydaczów w tymże powiecie i województwie. Po wojnie wieś weszła w struktury administracyjne Związku Radzieckiego.

## Ludzie
- Josyf Partycki (1804[2][3]–1879[4]) – proboszcz greckokatolicki we wsi[2][3]
- Omelan Partycki (wzgl. Emil Partycki[5]) – ukraiński językoznawca, etnograf, nauczyciel, redaktor, historyk, działacz społeczny, urodził się we wsi[6]